# Epuyén
Epuyén es una localidad argentina ubicada en el departamento Cushamen, y al noroeste de la provincia del Chubut, en la Patagonia andina.

## Ubicación
Su pequeño casco urbano se encuentra en un área relativamente dispersa. En su radio cercano se sitúa  a 25 km al sur de El Hoyo, a 30 km al noroeste de El Maitén, y a 40 km al norte de Cholila. Epuyén pertenece junto a estos y otros poblados de la zona, al grupo biprovincial de localidades y parajes cordilleranos denominado Comarca andina del Paralelo 42.

## Población
Contó con 1749 habitantes (Indec, 2010), lo que representó un incremento frente a los 1498 habitantes (Indec, 2001) del censo anterior. La población se compuso de 887 varones y 862 mujeres, lo que arrojó un índice de masculinidad del 102.90%. 
En tanto, las viviendas pasaron de ser 422 a 602.
En el censo 2022 la localidad aceleró su ritmo de crecimiento con 2411 habitantes y 1244 viviendas.
| Gráfica de evolución demográfica de Epuyén entre 1991 y 2022 |
|                                                              |
| Fuente: Censos nacionales del INDEC                          |

### Turismo

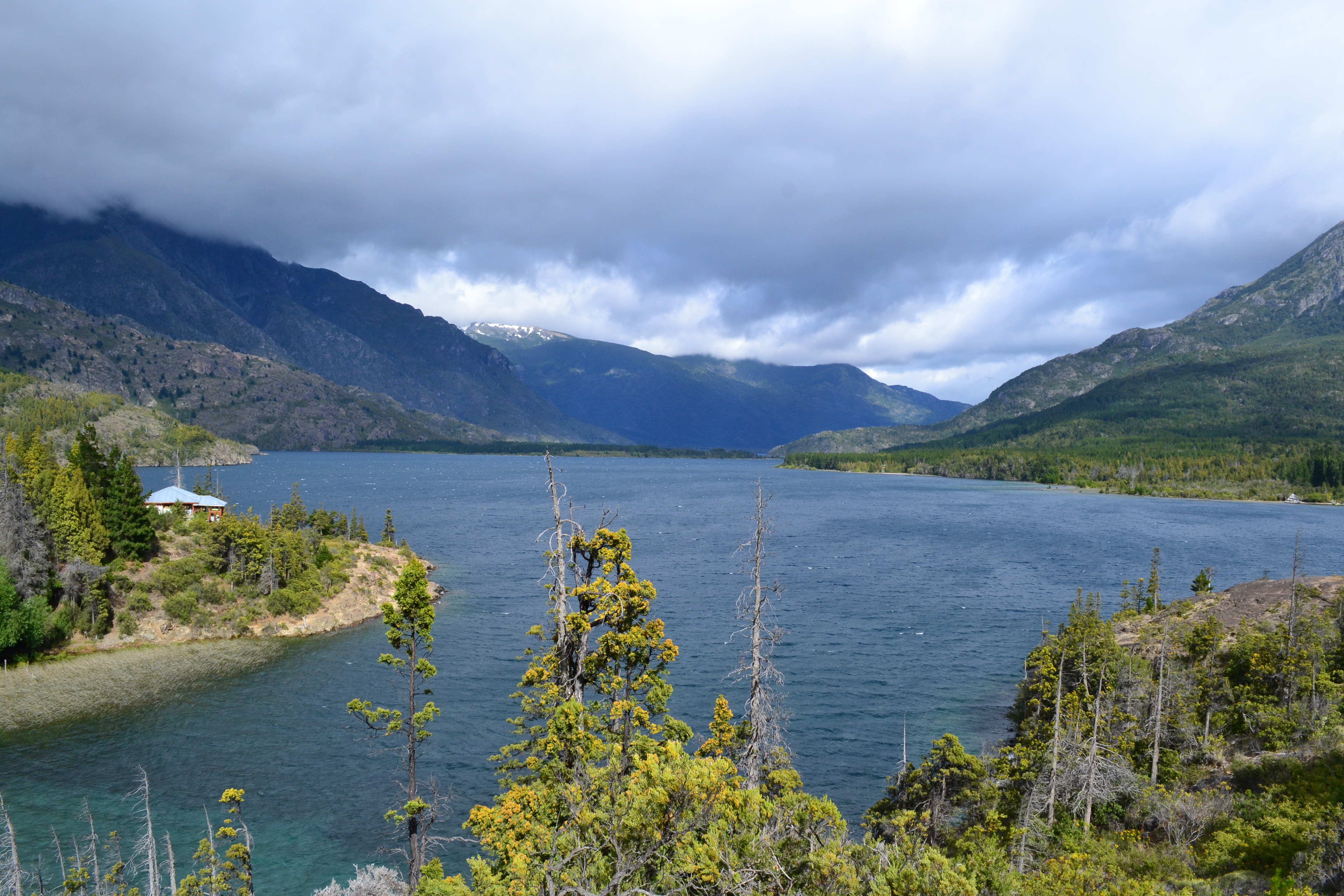
Vista del Lago Epuyén con centro cultural Antu Cuyen y la pirámide flotante del escultor Eduardo Iuso.

Epuyén cuenta con hostería en la costa del lago, cámpines, albergues y cabañas que lo hacen un  destino para la pesca deportiva. Entre otros varios atractivos turísticos de esta zona se puede mencionar:
- Antiguo Molino Harinero: ocasionalmente es posible observar el proceso de elaboración de harina en forma casi artesanal, con trigos cosechados en la zona.
- Parque municipal Puerto Bonito: acceso a la margen sur del Lago Epuyén, ideal para realizar caminatas o degustar exquisiteces regionales en la Confitería municipal, donde se exponen trabajos de artesanos
- Circuito de La Rinconada: se encuentra la conjunción entre paisajes rurales y familias tradicionales de origen mapuche, aportando la riqueza de su cultura.
- Circuito del Arroyo de la Mina, con chacras productoras, también se ven los restos de lo que fuera la antigua mina de carbón.
- Establecimientos dedicados al agroturismo, por lo que la oferta es variada, dentro de un marco natural.
- Desde el cerro El Coihue se tiene la posibilidad de tomar fotos panorámicas del Valle de Epuyén, y acceder a la laguna Chulta o Las Mercedes.

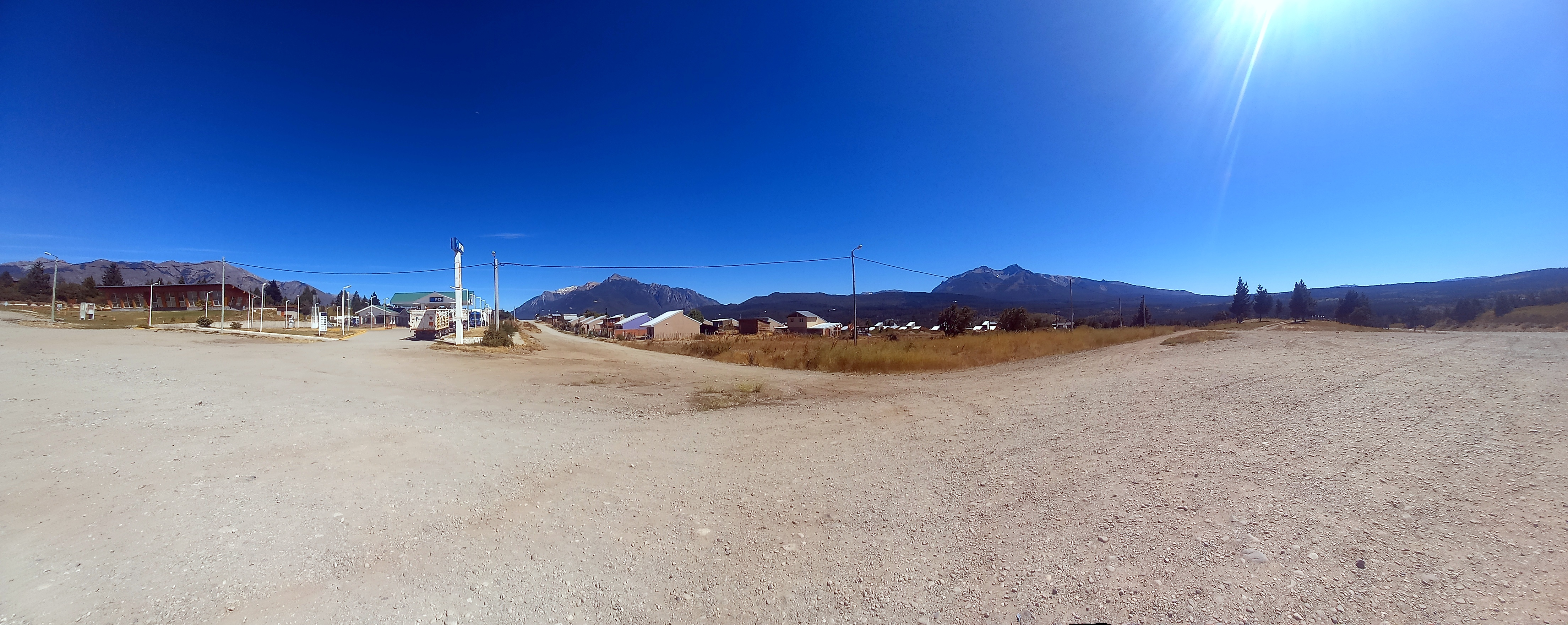
Una nueva estación de servicio en el ingreso a la localidad asegura hoy mayor comodidad y turismo.